# طبقة ربط البيانات

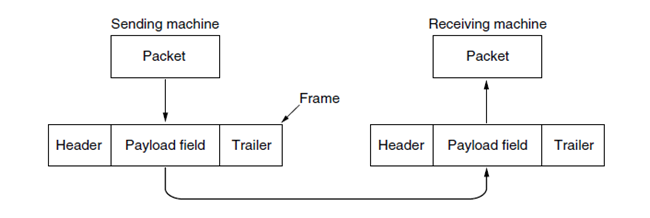

طبقة ربط البيانات أو طبقة ربط المعطيات (بالإنجليزية: Data Link layer)‏ هي طبقة مجردة تحمل الرقم (2) في نموذج الاتصال المعياري تقع فوق الطبقة المادية وتحت طبقة الشبكة، تسمى وحدة بيانات البروتوكول في هذه الطبقة إطار البيانات.
عند حركة البيانات بالاتجاه الهابط في النموذج، تقوم هذه الطبقة بتغليف رزمة البيانات وتشكيل إطار البيانات، من خلال إضافة ترويسة وملحق مناسبين يحددهما بروتوكول الربط العامل في هذه الطبقة، ثُمّ يتم تسليم الإطار إلى الطبقة الفيزيائية، أما عند حركة البيانات في الاتجاه الصاعد، فإنها تستقبل البتات من الطبقة الفيزيائية، وتقوم بتجميعها لتشكيل إطار البينات، وتفك تغليفه إذا كان مناسباً، لتستخرج رزمة البيانات وتسلمها إلى طبقة الشبكة.
بشكل عام تكون مهمة طبقة ربط البيانات صنع خط فيزيائي يظهر الخطأ إلى الطبقات الأعلى وهذا ما يدعى بالدارة الافتراضية. هكذا الطبقة الأعلى من التسلسل الهرمي. البرتوكولات تستطيع تمرير البيانات إلى الأسفل حيث الطبقات المنخفضة وتكون قادرة أن تفترض إذا كانت الرسالة وصلت إلى وجهتها بالإضافة إلى أنه من المهم أن يحصل المستقبل على البيانات بنفس الشكل المرسل. وهذا مايعرف بشفافية البيانات والتي تعني أن البيانات المنقولة لا تتغير ولا تحرف.

## اقسام طبقة ربط البيانات
تقسم طبقة ربط المعطيات حسب المواصفات المعيارية لمعهد مهندسي الكهرباء والألكترونيك IEEE إلى طبقتين ثانويتين وهما:

### طبقة التحكم بالربط المنطقي
طبقة التحكم بالربط المنطقي (بالإنجليزية: Logical Link Control LLC)‏: يتم فيها تحويل البت إلى بايتات ثم تحويلها إلى أٌطر ويتحدد نوع وحجم الأطر حسب طوبولوجيا الشبكة المنطقية، والمقصود بها طريقة تخاطب الأجهزة هل تستخدم ال Token ring مثلا أم ال star مثلا وهي الطريقة الشائعة فحجم ال Frame يختلف هنا وأيضا حسب نوع البروتوكول المستخدم يختلف حجم ال Frame.

### طبقة التحكم بالوصول إلى الوسط
طبقة التحكم بالوصول للوسط (بالإنجليزية: Media Access Control اختصاراً MAC)‏ : يتم في هذة المرحلة وضع عنوان ماك Mac Address الخاص بكرت الشبكة وهو متفرد ولا يتكرر في أي جهاز إلى ال Frame وأيضاً بحث طريقة وضع البيانات على الكابل بطريقة لا تتعارض مع وضع جهاز آخر للبيانات على الكابل في نفس الوقت.

## المشاكل التي تواجه طبقة ربط البيانات
1. أخطاء على الرابط المادي بسبب الضوضاء وأخطاء خط.
2. معدل نقل البيانات من الخط محدود على النحو الذي يحدده عرض النطاق الترددي.
3. سرعة تجهيز محدودة من قبل المضيف وواجهات معالجات الرسالة (IMP).فالمضيف يستطيع فقط الموافقة على بيانات ضمن مجال أعظمي معين.
4. حجم الذاكرة المؤقت على ذاكرة الوصول العشوائي (ذاكرة الوصول العشوائي) محدود على IMP.

- طبقات ربط المعطيات القريبة من IMP تتواصل باستخدام الإطارات التي هي تسلسل من البتات أو البايتات الحاوية على معلومات تحكم وبيانات يمكن تمريرها إلى الطبقات الأعلى.

معلومات التحكم توضع في بداية (رأس) الإطار وتشير إلى نوع الإطار (كإطار البيانات مثلا) والأرقام المتسلسلة.
على سبيل المثال، عندما تستقبل طبقة ربط المعطيات رسالة من الطبقات الأعلى تضيف رأس إلى الإطار الذي يتم تمريره إلى الطبقة الفيزيائية للنقل.
- بشكل عام المرسل (جهاز الإرسال):

1.أشكال الرسالة من الطبقات العليا تكون في إطار بيانات للنقل.
2.يمر الإطار إلى الطبقة الفيزيائية للنقل عبر الخط المادي للنقل.
3.ينتظر الإطار الموافقة من المستقبل تشير إلى نجاح استقبال البيانات.
- بشكل عام المستقبل:

1.ينتظر رد من الطبقة الفيزيائية لتشير إلى أن الإطار قد استقبل بشكل سليم.
2.الحصول على الإطار من الطبقة الفيزيائية فإذا كان إطار بيانات ليقوم بالوظائف التالية:
- يزيل الرسالة التي تم تمريرها إلى الطبقات الأعلى.
- يرسل إطار الموافقة على وصول البيانات للمرسل.

تفترض طبقة ربط المعطيات أن الطبقات الفيزيائية موصولة عبر قناة اتصال التي تبدو على أنها على طول المسار المادي (البتات تدفع في نهاية واحدة تبدو لنهاية أخرى بنفس الترتيب)وأنها تملك شفافية البيانات (البيانات لاتحرف ولا تتغير).
بشكل عملي فإن الطبقة المادية ستضيف فحص (تدقيق) الأخطاء وتكون قادرة على إخبار مستقبل طبقة ربط المعطيات فيما إذا كانت البيانات قد وصلت بشكل تام أو محتواة على أخطاء.

## البروتوكولات Protocols
بروتوكول الاتصال هو مجموعة من القواعد التي تعرف كيفة التحكم بتدفق البيانات بين المرسل والمستقبل. وهي عبارة عن عدة إجراءات وبرامج صغيرة تكون في معالجات بطاقات الشبكة أو وسائط المطابقة (Network Interface) عادة تكون مكتوبة بلغة سي. وتتكون من خمسة أنواع من البيانات وهي:
- المنطقية وله حالتان: صحيحة أو خاطئة boolean
- التسلسل الرقمي seq_nr وهي قيمة رقمية صحيحة لترقيم الاطارات ضمن تسلسل
- الحزم packet وهي البيانات المرسلة وهي تختلف من شبكة إلى أخرى
- نوع الإطار frame_kind
- الإطار frame وهو يتكون من أربعة أنواع من الحقول وهي:
- kind
- seq
- ack
- info

الحقول الثلاثة الأولى تستخدم للتحكم في الإرسال اما الحقل الرابع فهو البيانات المرسلة بواسطة وضع ترويسة للحزم لتصبح اطارات.

## برتوكولات طبقة ربط المعطيات
يوجد عدد من البروتوكولات تستخدمها طبقة ربط البيانات منها البسيطة وهي ثلاثة أنواع وغير البسيطة وهي أيضا ثلاثة، ونبدء بالبسيطة

### البروتوكول المبسط غير المقيد: Unrestricted Simplex Protocol
وهذا البروتوكول من البرتوكولات البسيطة ويفترض الإرسال باتجاه واحد وهدفه النقل بأقصى سرعة ممكنة وله اسم مختصر
أو ما يسمى يوتوبيا (utopia) تفترض الشروط التالية بأبسط حالة أن:
1. اتجاه واحد للإرسال.
2. القناة الفيزيائية بدون أخطاء
3. كلا المضيفين (المرسل والمستقبل)دائما جاهزين.
4. وقت التنفيذ يمكن تجاهلة.
5. ذاكرة مؤقتة متاحة بشكل كبير.

### بروتوكول التوقف والانتظار A simplex Stop and Wait Protocol
ولان الهدف الأساسي من البروتوكول الأول هو السرعة فقط في نقل البيانات فهناك مشكلة كبيرة وهي ان المستقبل ربما يغرق بكمية كبيرة من البيات تفوق طاقتة الاستيعابية لذلك يتطلب إجراء جديد وهو التاكد من استقبال كل اطار وهو إجراء (from_physical_layer) ليمنع إرسال اطارات جديدة حتى يتم التاكد من أن الاطارات المرسلة قد تم استقبالهامن الطرف الآخر أي بمعنى اخر التحكم بسرعة الإرسال، وهذا ما يسمى بروتوكول التوقف والانتظار.

### بروتوكول المبسط للقنوات ذات التشويش A Simplex Protocol for a Noisy Channel
في حالة وصول عدم وصول اطارات أو تغيير في بياناتها هذا يتطلب إعادة ارسالها عند اكتشاف الأخطاء في الاستقبال واعلام المرسل بذلك أو في حالة فقدان التوقيف وتكرار الاطارات المرسلة. للحيلولة دون تكرار الإرسال فانة يجب على المرسل وضع تسلسل رقمي للارطارات للكشف عنها في الاستقبال

## إنظر أيضا
- تنقيل الأطر Frame Relay

1. ↑  وصلة مرجع: https://www.iso.org/ics/35.100.20/x/.
2. ↑  "معلومات عن طبقة ربط البيانات على موقع zthiztegia.elhuyar.eus". zthiztegia.elhuyar.eus. مؤرشف من الأصل في 2019-11-30.